# Thiago Tavares
Thiago de Mello Tavares (Florianópolis, 8 de novembro de 1984) é um lutador de artes marciais mistas brasileiro e membro da Ordem DeMolay. Já foi lutador da categoria peso-pena e peso-leve do UFC, lutou na primeira temporada do evento Professional Fighters League.

## Carreira no MMA

### Ultimate Fighting Championship
Thiago Tavares entrou no UFC com um cartel invicto e muito respeitado, oriundo do Judo e Jiu-jitsu, já havia passado um tempo na Holando e também afiado o Muay Thai.
Thiago lutou perante o candidato Tyson Griffin a teve uma perda por decisão unânime, a primeira de sua carreira, no UFC 76. Essa Luta seria agraciada como a Luta da Noite devido o desempenho de ambos os lutadores.
Thiago se recuperou com uma vitória por decisão unânime sobre Michihiro Omigawa (que seria classificado entre o top 10 do Peso Leve) no UFC Fight Night: Swick vs Burkman.
Thiago foi nocauteado em sua próxima luta por Matt Wiman e perdeu uma decisão unânime de Kurt Pellegrino quase três meses depois. Isto marcou a primeira vez que Tavares perdeu duas lutas seguidas desde o início da sua carreira, com doze vitórias consecutivas.
Thiago derrotou o finalista do TUF 5 Manvel Gamburyan por decisão unânime no UFC 94, em uma disputa apertada.
Thiago e Nik Lentz lutaram no UFC Fight Night: Maynard vs. Diaz numa luta que terminou em empate. Foi deduzido um ponto de Thiago no terceiro round por um segundo pontapé na virilha de Lentz. Após a luta, Lentz foi entrevistado e havia compartilhado com um repórter de sua crença de que Thiago havia chutado intencionalmente sua virilha.
Thiago foi programado para enfrentar Melvin Guillard em 29 de maio de 2010 no UFC 114, mas Tavares foi forçado a sair do card por uma lesão no cotovelo. Ele foi substituído por Waylon Lowe.
Thiago foi definido para enfrentar Willamy Freire no UFC Live: Jones vs. Matyushenko ocorreu no dia 1 de agosto de 2010. No entanto, em 20 de julho de 2010, Willamy se afastou devido a uma lesão, forçando a luta a ser cancelada.
Thiago enfrentou o estreante Pat Audinwood em 25 de setembro de 2010 no UFC 119, substituindo o lesionado Aaron Riley. Ele derrotou Audinwood por finalização (guilhotina) no primeiro round.
Thiago, em seguida, enfrentou Shane Roller em 3 de março de 2011, no UFC Live: Sanchez vs. Kampmann. Ele perdeu a luta por nocaute (socos) no segundo round. Embora Thiago tenha machucado Roller no primeiro round, ele era incapaz de acabar com ele. Durante o segundo round, Thiago foi atingido por um direto de direita de Roller que acabou a luta.
Thiago derrotou Spencer Fisher no segundo round por nocaute técnico em 27 de agosto de 2011 no UFC 134.
Antes do UFC 142, Thiago acertou com o Avaí, clube de seu coração, para se tornar atleta e representante da instituição.
Na primeira luta como atleta avaiano, Thiago enfrentou Sam Stout em 14 de janeiro de 2012, no UFC 142. Ele venceu a luta por decisão unânime após a utilização de quedas e seu controle em pé na maioria da luta.
Thiago iria enfrentar Tony Ferguson em 5 de maio de 2012 no UFC on Fox: Diaz vs. Miller, substituindo o lesionado Dennis Hallman, mas também se lesionou e ao seu lugar foi escalado Michael Johnson.
Thiago era esperado para enfrentar Dennis Hallman no dia 1 de setembro de 2012 no UFC 151. Mas devido à lesão de um dos lutadores que fariam o evento principal, o evento foi cancelado.
A luta contra Hallman foi remarcada para 4 de outubro de 2012 no UFC on FX: Browne vs. Pezão. Porém, Hallman pesou 3,5 kg acima do peso na pesagem oficial, e a luta não pode acontecer.
Thiago voltou ao Brasil para enfrentar Khabib Nurmagomedov em 19 de janeiro de 2013 no UFC on FX: Belfort vs. Bisping. Thiago foi nocauteado ainda no primeiro round e foi pego no exame anti doping por uso de drostanolona.
Tavares era esperado para enfrentar o americano Quinn Mulhern, mas uma lesão tirou Mulhern da luta, sendo substituído por Justin Salas. Tavares finalizou Salas ainda no primeiro round com um mata leão.
Tavares era esperado para estrear no Peso Pena em 15 de fevereiro de 2014 no UFC Fight Night: Machida vs. Mousasi, contra Zubaira Tukhugov. Porém, uma lesão o tirou do evento e ele foi substituído por Douglas Silva de Andrade.
Tavares estreou nos penas contra Robbie Peralta em 16 de agosto de 2014 no UFC Fight Night: Bader vs. St. Preux e venceu por finalização com um mata leão no primeiro round. Sua performance lhe rendeu o prêmio de Performance da Noite.
Tavares era esperado para enfrentar Nik Lentz em 14 de fevereiro de 2015 no UFC Fight Night: Henderson vs. Thatch. No entanto, uma lesão tirou Tavares da luta, e ele foi substituído pelo estreante Levan Makashvili.
Tavares era esperado para enfrentar Zubaira Tukhugov em 6 de junho de 2015 no UFC Fight Night: Boetsch vs. Henderson. No entanto, uma lesão tirou Tukhugov do evento, e ele foi substituído por Brian Ortega. Apesar de realizar uma ótima apresentação, Tavares foi derrotado por nocaute técnico no terceiro round.
Tavares enfrentou Clay Guida em 7 de novembro de 2015 no UFC Fight Night: Belfort vs. Henderson III. Thiago finalizou Guida com uma guilhotina com menos de 40 segundos de luta, sendo essa a finalização mais rápida da história da divisão.
Tavares enfrentou Doo Ho Choi em 08 de julho de 2016 no The Ultimate Fighter: Team Joanna vs. Team Cláudia, ele perdeu por nocaute socos ainda no primeiro round.
Tavares não teve seu contrato renovado e acabou sendo dispensado pelo UFC em fevereiro de 2017.

## Cartel no MMA
| Cartel no MMA   |             |            |
| 29 lutas        | 21 vitórias | 7 derrotas |
| Por nocaute     | 3           | 5          |
| Por finalização | 14          | 0          |
| Por decisão     | 4           | 2          |
| Empates         | 1           | 1          |

| Res.    | Cartel | Oponente            | Método                                | Evento                                     | Data       | Round | Tempo | Local                     | Notas                                                     |
| ------- | ------ | ------------------- | ------------------------------------- | ------------------------------------------ | ---------- | ----- | ----- | ------------------------- | --------------------------------------------------------- |
| Vitória | 21-7-1 | Mauricio Machado    | Nocaute Técnico (socos)               | Aspera FC 49                               | 18/02/2017 | 1     | 0:46  | Balneário Camboriú        |                                                           |
| Derrota | 20-7-1 | Doo Ho Choi         | Nocaute Técnico (socos)               | The Ultimate Fighter 23 Finale             | 08/07/2016 | 1     | 2:42  | Las Vegas, Nevada         |                                                           |
| Vitória | 20-6-1 | Clay Guida          | Finalização (guilhotina)              | UFC Fight Night: Belfort vs. Henderson III | 07/11/2015 | 1     | 0:39  | São Paulo                 | Finalização mais rápida da divisão; Performance da Noite. |
| Derrota | 19-6-1 | Brian Ortega        | Nocaute Técnico (socos)               | UFC Fight Night: Boetsch vs. Henderson     | 06/06/2015 | 3     | 4:10  | New Orleans, Louisiana    | Luta da Noite.                                            |
| Vitória | 19-5-1 | Robbie Peralta      | Finalização (mata leão)               | UFC Fight Night: Bader vs. St. Preux       | 16/08/2014 | 1     | 4:27  | Bangor, Maine             | Estreia nos Penas; Performance da Noite                   |
| Vitória | 18-5-1 | Justin Salas        | Finalização (mata leão)               | UFC Fight Night: Belfort vs. Henderson II  | 09/11/2013 | 1     | 2:38  | Goiânia                   |                                                           |
| Derrota | 17–5–1 | Khabib Nurmagomedov | Nocaute Técnico (socos e cotoveladas) | UFC on FX: Belfort vs. Bisping             | 19/01/2013 | 1     | 1:55  | São Paulo                 | Após a luta, testou positivo no exame anti-doping.        |
| Vitória | 17–4–1 | Sam Stout           | Decisão (unânime)                     | UFC 142: Aldo vs. Mendes                   | 14/01/2012 | 3     | 5:00  | Rio de Janeiro            |                                                           |
| Vitória | 16–4–1 | Spencer Fisher      | Nocaute Técnico (socos)               | UFC 134: Silva vs. Okami                   | 27/08/2011 | 2     | 2:51  | Rio de Janeiro            |                                                           |
| Derrota | 15–4–1 | Shane Roller        | Nocaute (socos)                       | UFC Live: Sanchez vs. Kampmann             | 03/03/2011 | 2     | 1:28  | Louisville, Kentucky      |                                                           |
| Vitória | 15–3–1 | Pat Audinwood       | Finalização (guilhotina)              | UFC 119: Mir vs. Cro Cop                   | 25/09/2010 | 1     | 3:47  | Indianapolis, Indiana     |                                                           |
| Empate  | 14–3–1 | Nik Lentz           | Empate (majoritário)                  | UFC Fight Night: Maynard vs. Diaz          | 11/01/2010 | 3     | 5:00  | Fairfax, Virgínia         |                                                           |
| Vitória | 14–3   | Manvel Gamburyan    | Decisão (unânime)                     | UFC 94: St.Pierre vs. Penn 2               | 31/01/2009 | 3     | 5:00  | Las Vegas, Nevada         |                                                           |
| Derrota | 13–3   | Kurt Pellegrino     | Decisão (unânime)                     | UFC 88: Breakthrough                       | 06/09/2008 | 3     | 5:00  | Atlanta, Geórgia          | Luta da Noite.                                            |
| Derrota | 13–2   | Matt Wiman          | Nocaute (socos)                       | UFC 85: Bedlam                             | 07/06/2008 | 2     | 1:57  | Londres                   | Luta da Noite.                                            |
| Vitória | 13–1   | Michihiro Omigawa   | Decisão (unânime)                     | UFC Fight Night: Swick vs. Burkman         | 23/01/2008 | 3     | 5:00  | Las Vegas, Nevada         |                                                           |
| Derrota | 12–1   | Tyson Griffin       | Decisão (unânime)                     | UFC 76: Lidell vs. Jardine                 | 22/09/2007 | 3     | 5:00  | Anaheim, California       | Luta da Noite.                                            |
| Vitória | 12–0   | Jason Black         | Finalização (triângulo)               | UFC Fight Night: Stout vs. Fisher          | 12/06/2007 | 2     | 2:49  | Hollywood, Florida        |                                                           |
| Vitória | 11–0   | Naoyuki Kotani      | Decisão (unânime)                     | UFC Fight Night: Stevenson vs. Guillard    | 05/04/2007 | 3     | 5:00  | Las Vegas, Nevada         | Estréia no UFC.                                           |
| Vitória | 10–0   | Marc Duncan         | Finalização (mata leão)               | It's Showtime 2006 Alkmaar                 | 03/12/2006 | 1     | 3:39  | Alkmaar                   | Ganhou o Título do It´s Showtime (70 kg).                 |
| Vitória | 9–0    | Ulas Aslan          | Nocaute Técnico (socos)               | 2H2H: Pride & Honor                        | 12/11/2006 | 1     | N/A   | Rotterdam                 |                                                           |
| Vitória | 8–0    | Adriano Gonçalves   | Finalização (triângulo)               | Sul Fight Championship 1                   | 16/09/2006 | 2     | 4:12  | Balneário Camboriú        |                                                           |
| Vitória | 7–0    | Romano de los Reyes | Finalização                           | Rumble Of Amsterdam 3                      | 21/05/2006 | 2     | 1:24  | Amsterdã                  |                                                           |
| Vitória | 6–0    | Mathieu Lawalata    | Finalização (chave de calcanhar)      | Rumble Of Amsterdam 3                      | 21/05/2006 | 1     | 0:59  | Amsterdã                  |                                                           |
| Vitória | 5–0    | Daniel Weichel      | Finalização (guilhotina)              | CWFC: Enter the Wolfslair                  | 05/03/2006 | 3     | 4:47  | Liverpool                 |                                                           |
| Vitória | 4–0    | Márcio César        | Finalização (mata leão)               | Storm Samurai 9                            | 20/11/2005 | 2     | N/A   | Curitiba                  |                                                           |
| Vitória | 3–0    | Fabiano Adams       | Finalização (estrangulamento)         | X-treme Combat                             | 05/06/2005 | 1     | 0:55  | Joinville                 |                                                           |
| Vitória | 2–0    | Johny               | Finalização (triângulo)               | CO: Muay Thai & Vale Tudo                  | 02/05/2004 | 1     | 4:38  | Curitiba                  |                                                           |
| Vitória | 1–0    | James Jones         | Finalização (triângulo)               | Reality Fighting 5                         | 01/11/2003 | 2     | 1:18  | Atlantic City, New Jersey |                                                           |